# Parathelypteris beddomei
Parathelypteris beddomei är en kärrbräkenväxtart som först beskrevs av Bak., och fick sitt nu gällande namn av Ren-Chang Ching. Parathelypteris beddomei ingår i släktet Parathelypteris och familjen Thelypteridaceae.

## Underarter
Arten delas in i följande underarter:
- P. b. brassii
- P. b. eugracilis